# 乔纳森·埃利亚斯
乔纳森·埃利亚斯（英語：Jonathan Elias，1956年—）， 美国作曲家和音乐制作人。

## 背景
Elias 在1956年出生于纽约市。他从六岁开始弹钢琴，12岁便谱写了自己的一首曲目，他的作品受到了部分百老汇音乐剧的启发。  他喜欢摇滚音乐，钦佩巴托克·贝拉， 伊戈尔·斯特拉文斯基，和谢尔盖·拉赫玛尼诺夫。
他带着成为古典音乐作曲家和指挥家的梦想上了伊士曼音乐学院，1976年在佛蒙特州的本宁顿学院 上学。}